# Andrew Johns (rugby à XIII)
Pour les articles homonymes, voir Johns.

a Compétitions nationales et continentales officielles uniquement.

b Matchs officiels uniquement.
Andrew "Joey" Johns, né le 19 mai 1974 à Kurri Kurri (Australie), est un joueur australien de rugby à XIII. Il joue au poste de demi-de-mêlée. Il mesure 1,79 m pour 89 kg.
Johns fut le capitaine des Newcastle Knights. Il a représenté son pays lors de deux Coupes du monde et compte 21 test-matchs. Il a aussi joué 23 matchs sous les couleurs de la Nouvelle-Galles du Sud dans le State of Origin.
Andrew Johns a été nommé par deux fois meilleur joueur du monde en 1999 et 2001 et a gagné par 3 fois le titre de meilleur joueur du championnat australien (1998, 1999 et 2002). Il fait partie des 4 joueurs à avoir marqué au total plus de 2000 points dans le championnat australien. En 2008, il a été élu Meilleur joueur des trente dernières années par le magazine Rugby League Week.

## Carrière
Après avoir joué à Cessnock en catégorie junior, Johns signe en 1989 pour les Newcastle Knights. Il fait ses débuts en championnat en 1994.
En 1995, il est sélectionné pour jouer le State of Origin sous les couleurs des Blues et pour jouer la Coupe du Monde avec les Kangaroos.
En 1997, il remporte le championnat avec les Newcastle Knights. Il est élu homme du match (Clive Churchill Medal) de la finale 2001 remportée face aux Parramatta Eels.
En 2002, Johns est capitaine de la Nouvelle-Galles du Sud et de l'Australie.
Ensuite sa carrière est gâchée par les blessures. En 2004, il est approché par l'ARU (XV australien) mais il refuse en affirmant qu'il ne passera jamais du côté obscur. Il revient au premier plan en 2005, en étant le principal protagoniste du State Of Origin.
En août 2005, il signe un contrat à court-terme avec Warrington Wolves avec qui il joue 3 matchs. Il termine sa carrière en 2007 avec les Newcastle Knights.

## Équipe Nationale
- 24 test-matchs
- 2 Coupes du monde (1995 et 2000)

## State of Origin
- 23 sélections avec les New South Wales Blues de 1995 à 2005

## Palmarès
- Collectif :
  - Vainqueur de la Coupe du monde : 1995 et 2000 (Australie).
  - Vainqueur du State of Origin : 1996, 1997, 2000, 2003 et 2005 (Nouvelle-Galles du Sud).
  - Vainqueur de la National Rugby League : 2001 (Newcastle).
  - Vainqueur de l'Australian Rugby League : 1997 (Newcastle).
- Individuel :
  - Élu Golden Boot  : 1999 et 2001.
  - Meilleur joueur de la Coupe du monde : 1995 (Australie).
  - Meilleur marqueur de points de la Coupe du monde : 1995 (Australie).
  - Meilleur joueur de la National Rugby League : 1998, 1999 et 2002 (Newcastle).
  - Meilleur demi de mêlée de la National Rugby League : 1995, 1998, 1999 et 2002 (Newcastle).
  - Meilleur joueur de la finale de la National Rugby League : 2001 (Newcastle).